# Багатокільове оперення

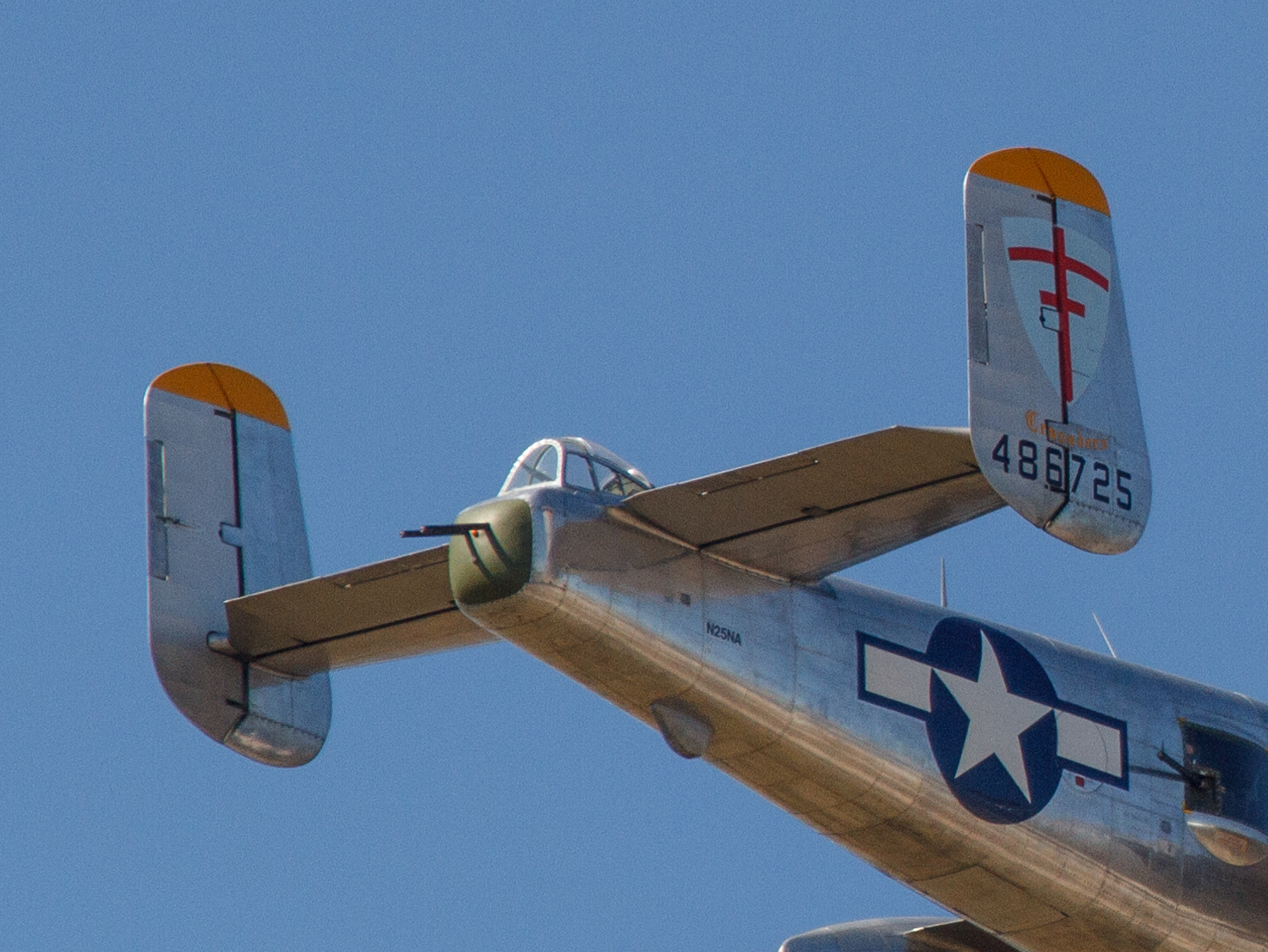
H-подібне оперення B-25 Mitchell

Багатокільове оперення — конфігурація оперення літального апарата, що має кілька вертикальних стабілізаторів (кілів). Зазвичай представлене двома кілями, розміщеними на кінцях стабілізаторів (Н-подібне оперення, англ. H-tail) або на фюзеляжі, але також існують літаки з трьома та більше кілями.

## Переваги та недоліки

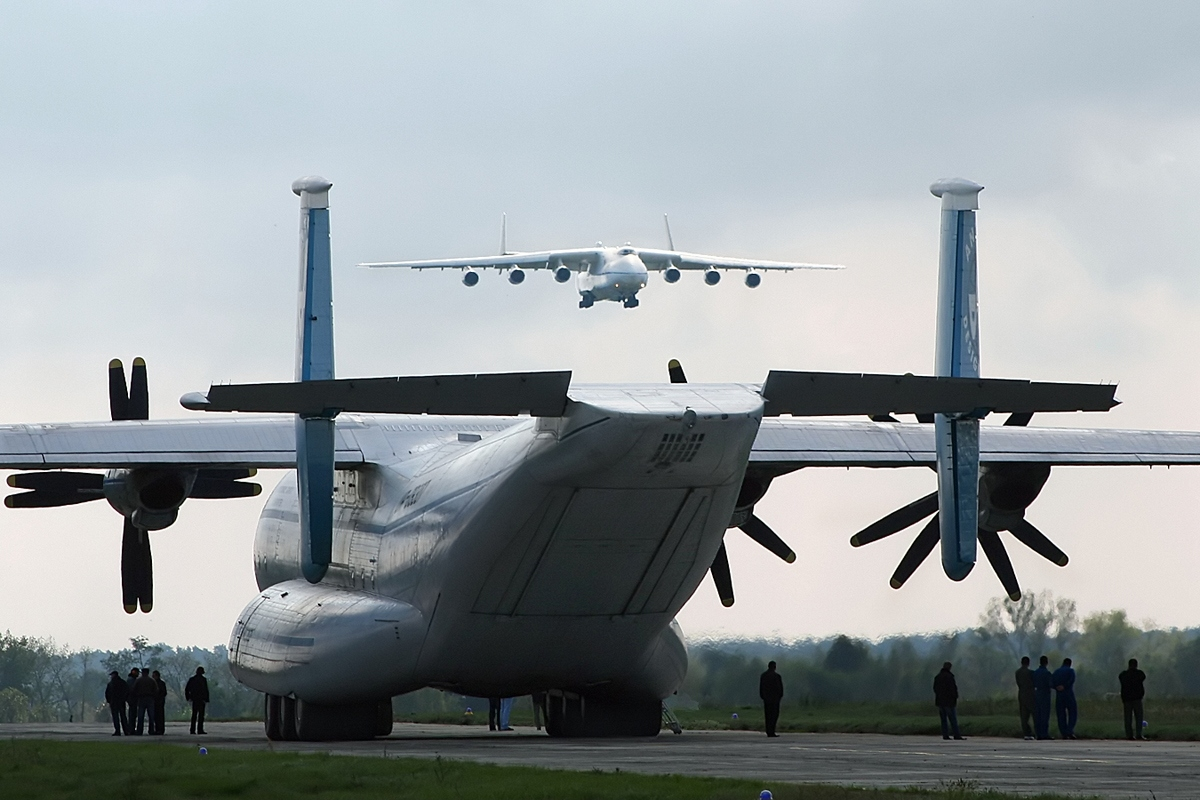
H-подібне оперення Ан-22 «Антей» (передній план) та Ан-225 «Мрія» (задній план, у повітрі)

Таке компонування може слугувати для того, щоб забезпечити необхідну стабілізацію та керованість літака за збереження його розмірів, коли один кіль може бути занадто високим. Це є особливо важливим для палубної авіації.
Рознесені відносно поздовжньої осі кілі можуть бути більш ефективними при високому куті атаки, оскільки фюзеляж може перекривати значну частину одинарного кіля в такому випадку, що є однією з причин популярности такого оперення на сучасних винищувачах. Крім того, двокільове оперення є ефективнішим при маневрах із креном, оскільки менша довжина кілів забезпечує менше плече сили при обертанні літака.
Також H-подібне оперення прибирає кіль з потоку повітря від гвинта одномоторного літака, зменшуючи зміну напрямку, спричинену цим. Для літака з двома двигунами — H-подібне оперення дозволяє збільшити потужність вертикальних стабілізаторів і стерен напрямку, оскільки вони знаходяться в потоці повітря від гвинтів. 
Втім, багатокільове оперення є складнішим і дорожчим, оскільки кожне стерно потребує керування. H-подібне оперення також потребує посиленої конструкції горизонтальних стабілізаторів, всередині яких до того ж проходять системи керування для стерен напрямку.

## Різновиди
Найчастіше після традиційного однокільового оперення зустрічається двокільове. Найчастіше для цього кілі закріплюються на кінцях горизонтальних стабілізаторів, утворюючи характерну Н-подібну форму. Найвідомішими прикладами такого компонування є Ан-22 «Антей», Ан-225 «Мрія» та багато історичних літаків, як Avro Lancaster, B-25 Mitchell, Пе-2 абощо. Існують і інші варіанти компонування: розміщення кілів згори на стабілізаторах (Dornier Do 19, Armstrong Whitworth Whitley), на гондолах двигунів (SR-71 Blackbird), на крилах (F7U Cutlass, IAI Harop, Beechcraft Starship) абощо. 
Наявність двох кілів також є характерною для двобалкових і двофюзеляжних літальних апаратів.
Рідше зустрічаються три та більше кілів. Наприклад, їх мали Caproni Ca.5, Lockheed Constellation та OV-1 Mohawk. Палубні E-2 Hawkeye та C-2 Greyhound оснащені унікальним компонуванням з чотирма кілями, з яких три мають стерно.

## Галерея

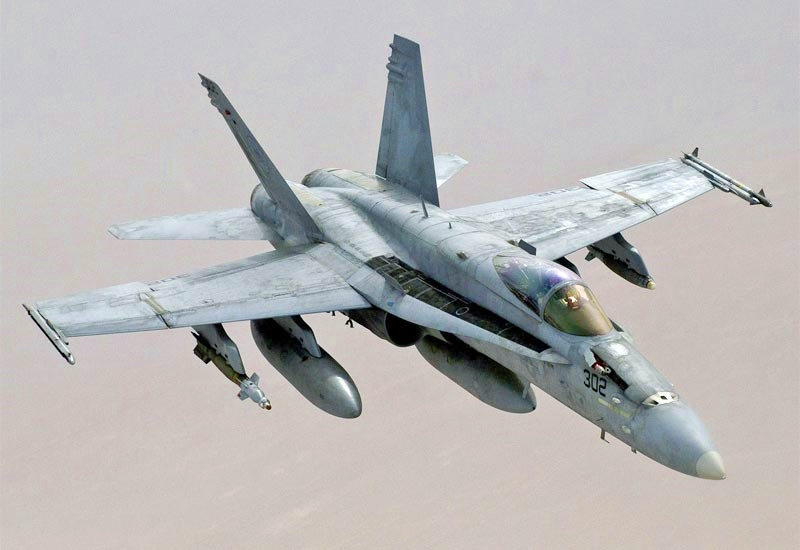
F/A-18C Hornet
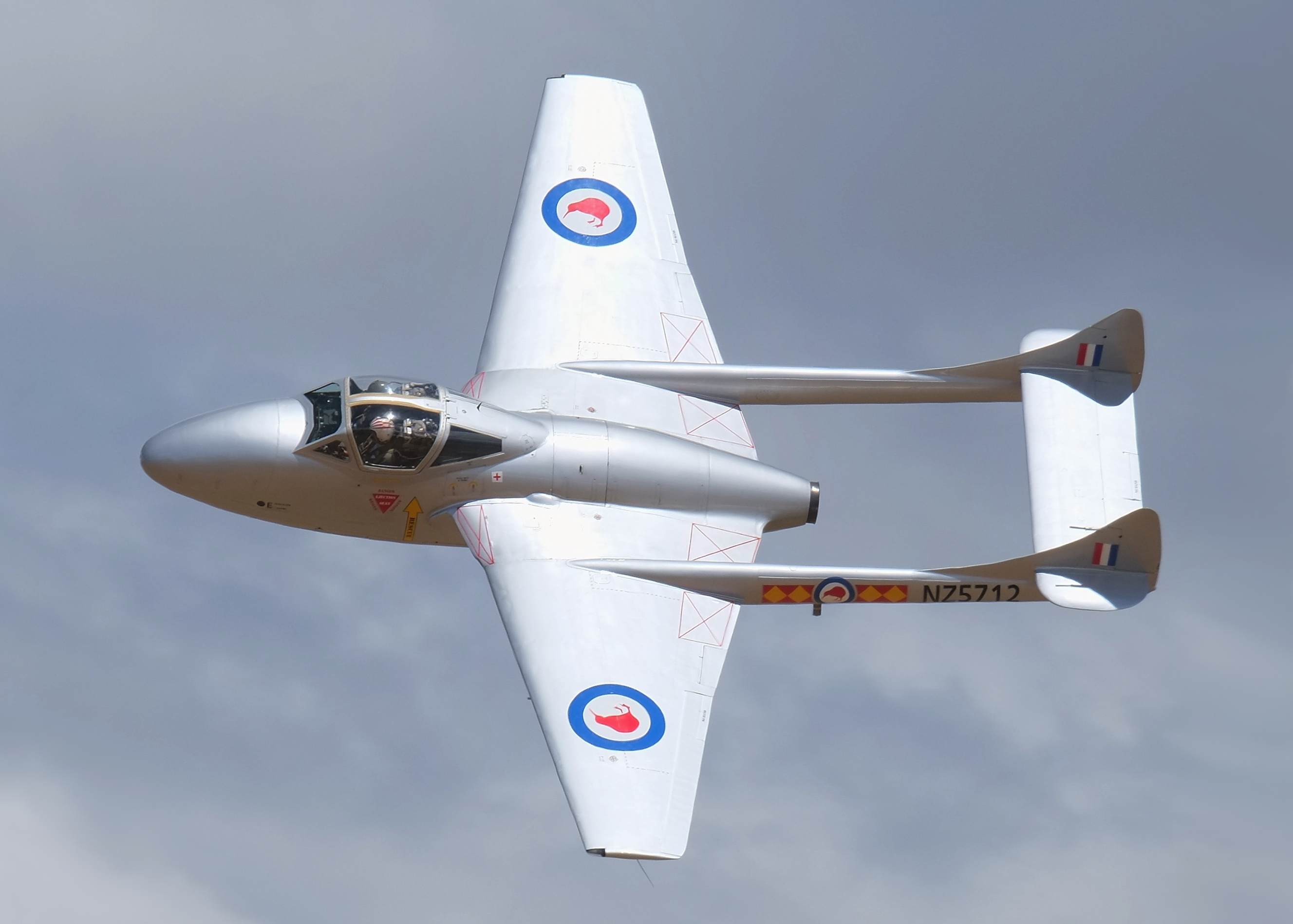
Двобалковий de Havilland Vampire
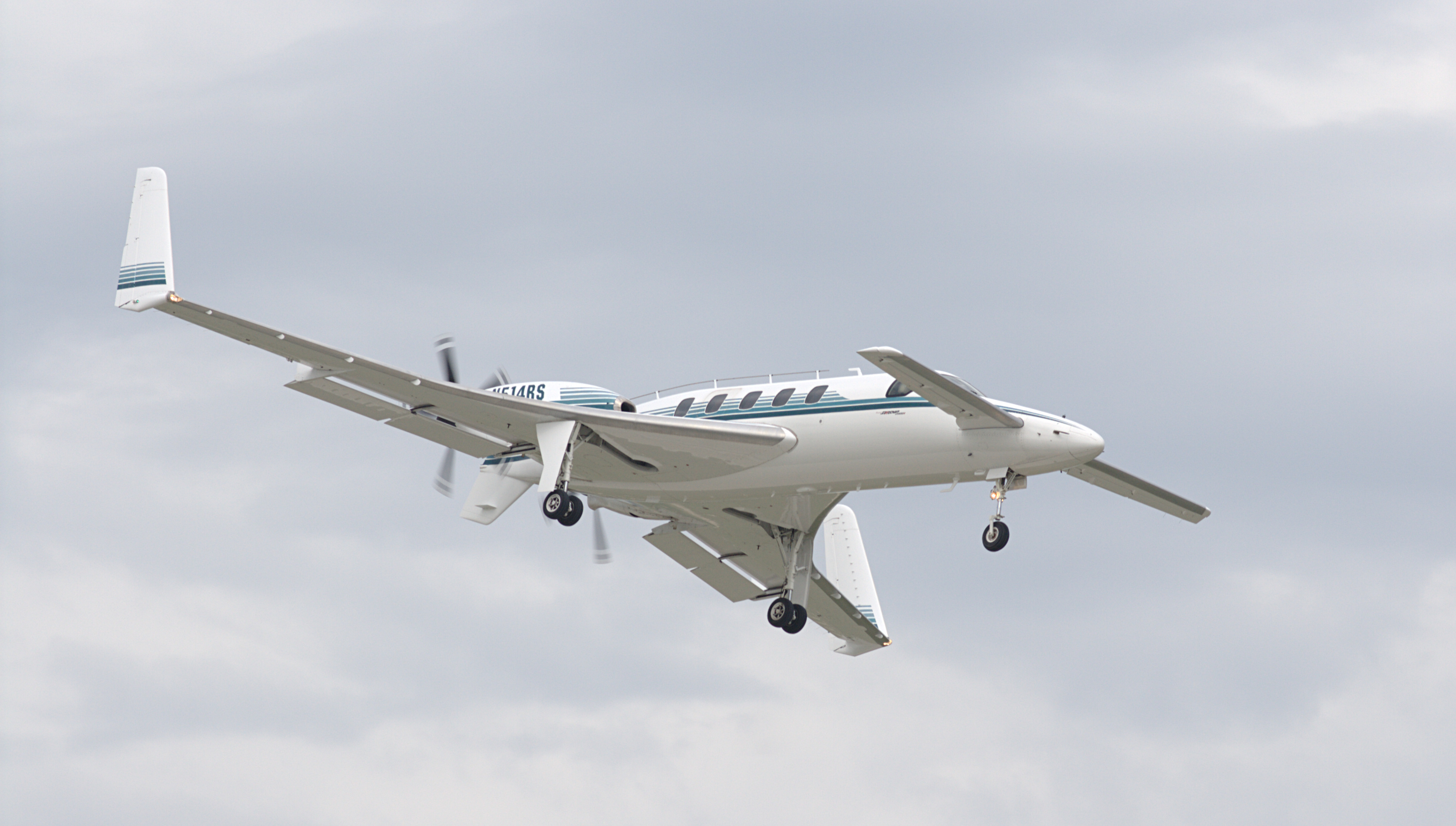
Beechcraft Starship з двома кілями на закінцівках крил та одним підфюзеляжним
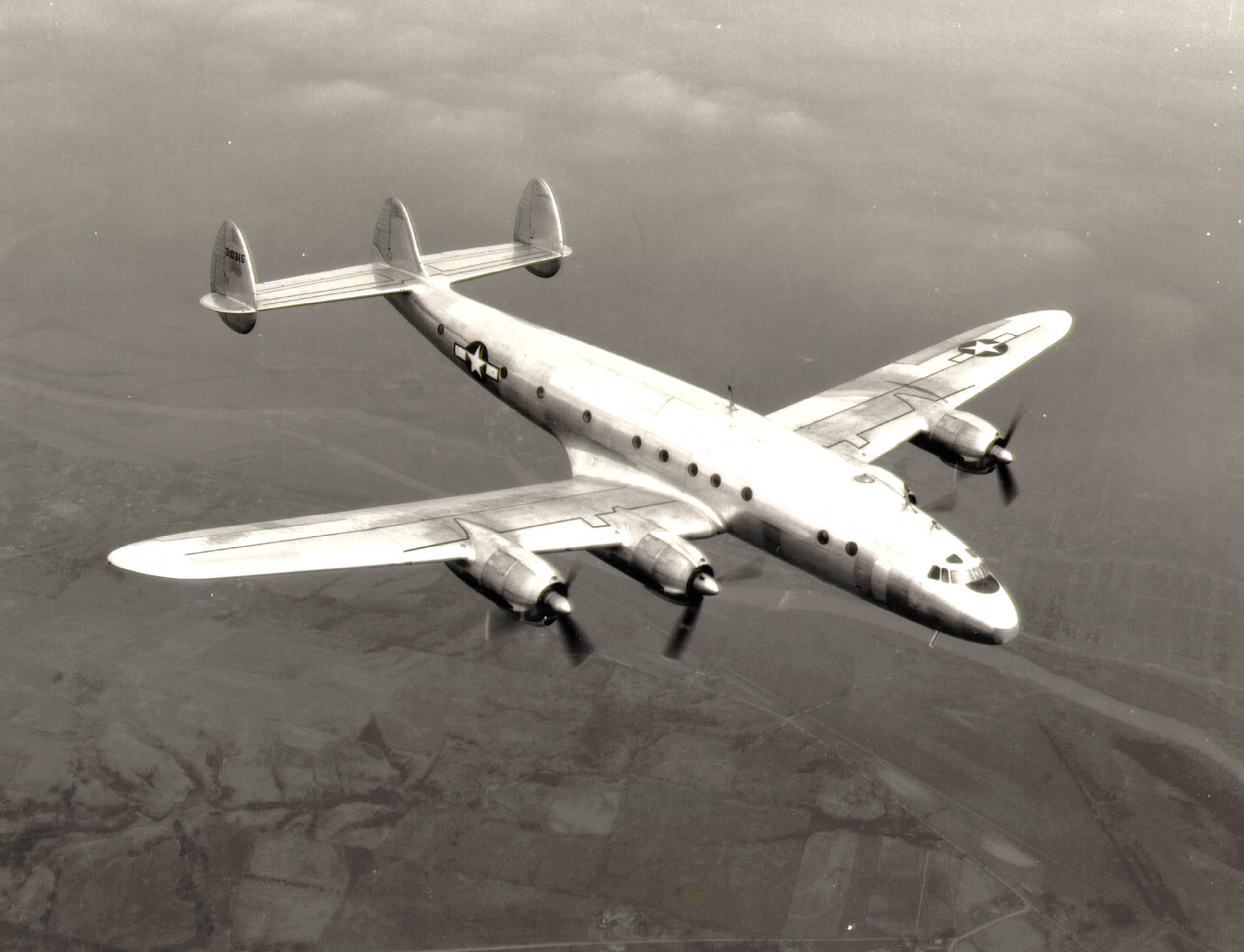
C-69 Constellation[en]
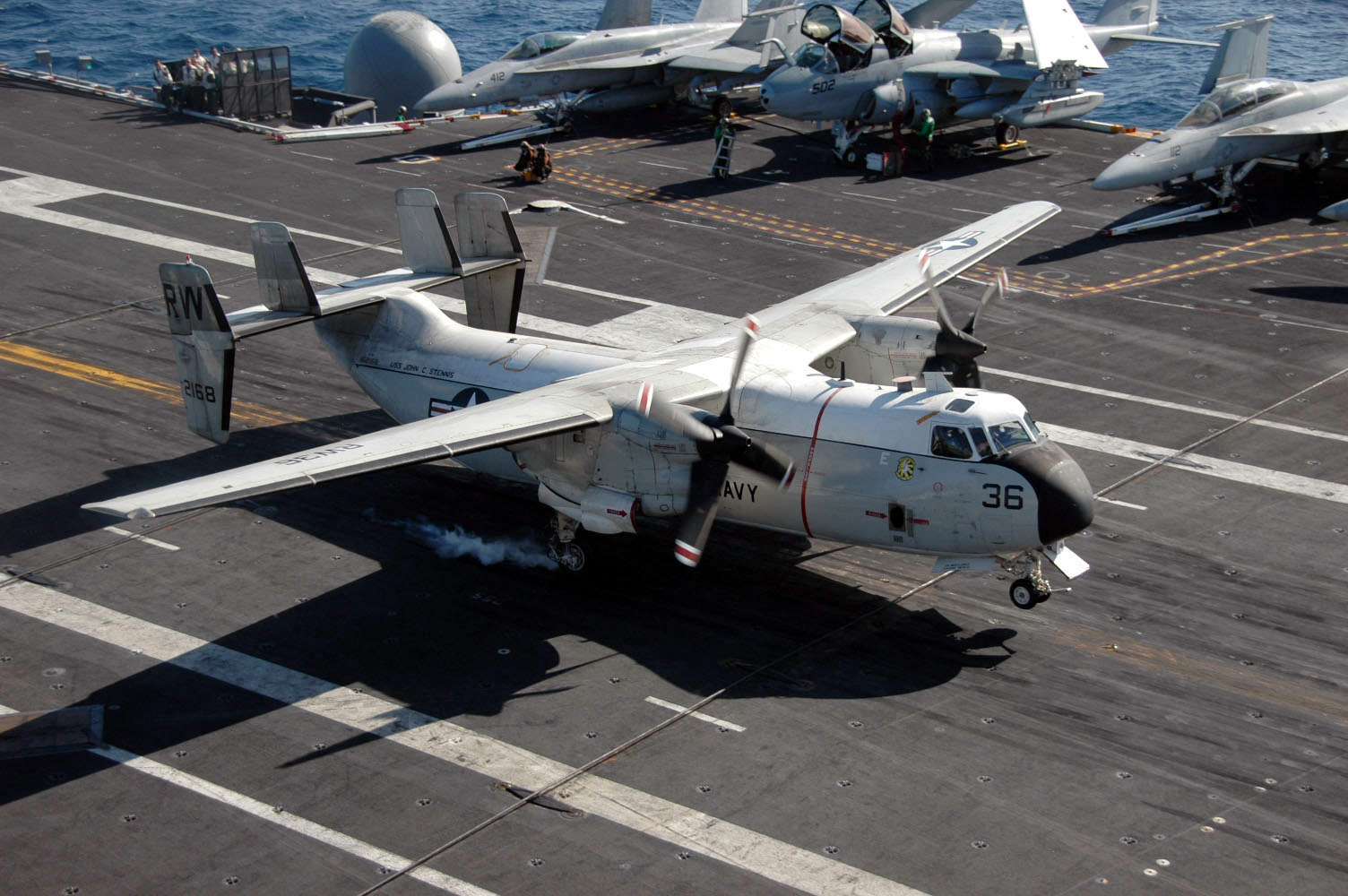
C-2A Greyhound[en] з чотирма кілями